# Cooking Papa
Cooking Papa (jap. クッキングパパ, auch Kukkingu Papa) ist eine Manga-Serie von Tochi Ueyama, die seit 1985 in Japan erscheint. Sie wurde als Anime-Fernsehserie adaptiert. Die Geschichten drehen sich um einen kochenden Familienvater und sind dem Gourmet-Genre zuzuordnen.

## Inhalt
Familienvater Kazumi Araiwa, dessen Frau Nijiko nicht kochen kann, kocht er an ihrer statt für sich, seine Frau und den Sohn Makoto. Schnell findet er Gefallen daran, doch auf Arbeit will der Abteilungsleiter es unbedingt vermeiden, dass seine Kollegen von seinen Kochkünsten erfahren. Sein Chef, der gern sein Essen mit der Lunchbox von Araiwa tauscht, lobt daher stets seine Frau. Und um zu Hause rechtzeitig Kochen und sich um den Sohn, der auf die Grundschule geht, kümmern zu können, muss Araiwa stets pünktlich nach Hause. Ist seine Frau von ihrer Arbeit als Lokaljournalistin spät zurück, geht er noch einmal für eine kurze Spätschicht auf Arbeit.
Das Zubereiten der Gerichte wird detailliert und mit fotografisch exakten Abbildungen gezeigt, außerdem enthält die Serie Rezepte zum Nachkochen.

## Veröffentlichung
Die Serie erscheint seit 1995 beim Verlag Kodansha im Magazin Morning. Die Kapitel werden auch zusammengefasst in bisher 172 Bänden veröffentlicht (Stand: Januar 2025). Eine chinesische Übersetzung erscheint bei Sharp Point Press.

## Anime-Adaption
Unter der Regie von Toshitaka Tsunoda entstand bei den Studios Eiken und Sunshine Corporation eine Anime-Adaption des Mangas für das japanische Fernsehen. Das Drehbuch schrieben Hiroyuki Hoshiyama und Shun’ichi Yukimuro, für das Charakterdesign war Hirohide Shikishima verantwortlich und die künstlerische Leitung lag bei Katsuyoshi Kanemura. Komponist des Soundtracks war Toshihiko Sahashi. Die insgesamt 151 wurden vom 9. April 1992 bis zum 25. Mai 1995 von TV Asahi in Japan ausgestrahlt.
| Rolle         | Japanische Stimme |
| ------------- | ----------------- |
| Nijiko Araiwa | Masako Katsuki    |
| Makoto Araiwa | Minami Takayama   |
| Miyuki Araiwa | Minami Takayama   |
| Tanaka        | Nobuo Tobita      |
| Kazumi Araiwa | Tesshō Genda      |
| Yumeko Kimura | Yumi Tōma         |

## Rezeption
Die Bände verkaufen sich je etwa 40.000 mal in den ersten Wochen nach Erstveröffentlichung. 2015 wurde die Serie zu ihrem 30-jährigen Bestehen beim Kōdansha-Manga-Preis mit einem Sonderpreis ausgezeichnet, der die langlebige Popularität des Mangas würdigen soll.
Von Kritikern werden die Geschichten von Cooking Papa als „unbeschwert“ und „sympathisch gezeichnet“ beschrieben. Cooking Papa erzählt „ganz alltägliche, aber herzerwärmende Geschichten eines berufstätigen, kochenden Familienvaters, der mit seiner Hausmannskost für das Familienglück sorgt“, so die deutsche Zeitschrift Animania.